# Eccritosia amphinome
Eccritosia amphinome är en tvåvingeart som först beskrevs av Walker 1849.  Eccritosia amphinome ingår i släktet Eccritosia och familjen rovflugor. Inga underarter finns listade i Catalogue of Life.